# Lutnia (województwo wielkopolskie)
Lutnia – kolonia w Polsce położona w województwie wielkopolskim, w powiecie konińskim, w gminie Kramsk. Należy do sołectwa Izabelin.
W latach 1975–1998 miejscowość należała administracyjnie do województwa konińskiego. W okolicach miejscowości płynie rzeka Sakłak.